# Rhineimegopis rugicollis
Rhineimegopis rugicollis är en skalbaggsart som beskrevs av Komiya och Alain Drumont 2001. Rhineimegopis rugicollis ingår i släktet Rhineimegopis och familjen långhorningar. Inga underarter finns listade i Catalogue of Life.